# Gina Raimondo
Gina Marie Raimondo (Smithfield, Rhode Island; 17 de mayo de 1971) es una política estadounidense que ocupó el cargo de secretaria de Comercio de los Estados Unidos desde 2021. Miembro del Partido Demócrata, sirvió como la 75.ª gobernadora de Rhode Island entre 2015 y 2021, siendo la primera mujer en ocupar el cargo.